# مانويل غارسيا (مغني)
مانويل غارسيا (بالإسبانية: Manuel García)‏ هو عازف قيثارة ومغني تشيلي، ولد في 1 مارس 1970 في أريكا في تشيلي.

## وصلات خارجية
- مانويل غارسيا على موقع IMDb (الإنجليزية)
- مانويل غارسيا على موقع ميوزك برينز (الإنجليزية)
- مانويل غارسيا على موقع ديسكوغز (الإنجليزية)
- مانويل غارسيا على موقع قاعدة بيانات الفيلم (الإنجليزية)